# BSG Chemie Leipzig (1997)
BSG Chemie Leipzig is een Duitse voetbalclub uit Leipzig, Saksen.

## Geschiedenis
De club werd in 1997 opgericht als Ballsportgemeinschaft Chemie Leipzig en de traditie wilde verder zetten van BSG Chemie Leipzig, tweevoudig Oost-Duits landkampioen en eenmaal bekerwinnaar. Na de Duitse hereniging nam deze club de naam FC Sachsen Leipzig aan. Omdat velen vonden dat de traditie van het oude Chemie niet verder gezet werden bij Sachsen werd besloten een nieuwe club op te richten. In tegenstelling tot vroeger toen de afkorting BSG voor Betriebssportgemeinschaft stond, werd nu voor Ballsportgemeinschaft gekozen dat ook dezelfde afkorting heeft.
De club speelde lange tijd in de lagere reeksen en werkte zich langzaam op. In 2011 nam de club de licentie over van VfK Blau-Weiß Leipzig en promoveerde zo naar de Sachsenliga, de zesde klasse. In de zomer van 2011 ging FC Sachsen Leipzig failliet en zo werd BSG Chemie de derde club van de stad. Op 12 augustus 2011 veranderde de club het voorvoegsel Ballsportgemeinschaft in Betriebssportgemeinschaft zodat de club exact dezelfde naam heeft als in de DDR-tijd. In 2013 degradeerde de club uit de Sachsenliga, maar kon na één seizoen terugkeren. In 2016 promoveerde de club naar de Oberliga en kon na één seizoen al doorstoten naar de Regionalliga. De club eindigde als zestiende en degradeerde meteen weer. Ook nu veroverde de club het verloren gegane terrein na één jaar weer terug en speelt in 2019/20 weer in de Regionalliga Nordost.

## Eindklasseringen
| Seizoen | Competitie                       | Niveau | Eindstand | DFB Pokal | Opmerking                                              |
| ------- | -------------------------------- | ------ | --------- | --------- | ------------------------------------------------------ |
| 2008/09 | 3e Kreisklasse Leipzig Staffel 1 | XIV    | 1         | --        |                                                        |
| 2009/10 | 2e Kreisklasse Leipzig Staffel 1 | XIII   | 1         | --        |                                                        |
| 2010/11 | 1e Kreisklasse Leipzig Staffel 1 | XII    | 1         | --        | Overname licentie van VfK Blau-Weiß Leipzig            |
| 2011/12 | Sachsenliga                      | VI     | 7         | --        |                                                        |
| 2012/13 | Sachsenliga                      | VI     | 14        | --        |                                                        |
| 2013/14 | Bezirksliga Nord                 | VII    | 1         | --        |                                                        |
| 2014/15 | Sachsenliga                      | VI     | 3         | --        |                                                        |
| 2015/16 | Sachsenliga                      | VI     | 1         | --        |                                                        |
| 2016/17 | Oberliga Nordost Süd             | V      | 1         | --        |                                                        |
| 2017/18 | Regionalliga Nordost             | IV     | 16        | --        | Winnaar Sachsenpokal > FC Oberlausitz Neugersdorf: 1-0 |
| 2018/19 | Oberliga Nordost Süd             | V      | 1         | 2e ronde  | < SC Paderborn 07, 0-3                                 |
| 2019/20 | Regionalliga Nordost             | IV     | 12        | --        | competitie afgebroken i.v.m. coronapandemie            |
| 2020/21 | Regionalliga Nordost             | IV     | 3         | --        | competitie afgebroken i.v.m. coronapandemie            |
| 2021/22 | Regionalliga Nordost             | IV     | 9         | --        | Finalist Sachsenpokal > Chemnitzer FC: 1-2             |
| 2022/23 | Regionalliga Nordost             | IV     | 7         | --        |                                                        |
| 2023/24 | Regionalliga Nordost             | IV     | 8         | --        |                                                        |
| 2024/25 | Regionalliga Nordost             | IV     | 14        | --        |                                                        |
| 2025/26 | Regionalliga Nordost             | IV     | .         | --        |                                                        |